# Meta Antenen
Meta Antenen (Suiza, 7 de abril de 1949) fue una atleta suiza especializada en la prueba de salto de longitud, en la que consiguió ser subcampeona europea en 1971.

## Carrera deportiva
En el Campeonato Europeo de Atletismo de 1971 ganó la medalla de plata en el salto de longitud, con un salto de 6.73 metros, siendo superada por la alemana Ingrid Mickler que con 6.76 m batió el récord de los campeonatos, y por delante de otra alemana Heide Rosendahl (bronce con 6.66 m).